# 野村ダム
野村ダム（のむらダム）は、愛媛県西予市野村町、肱川水系肱川に建設されたダム。高さ60メートルの重力式コンクリートダムで、洪水調節・灌漑・上水道を目的とする、国土交通省直轄の多目的ダムである。ダム湖（人造湖）の名は朝霧湖（あさぎりこ）という（ダム湖百選）。

## 歴史

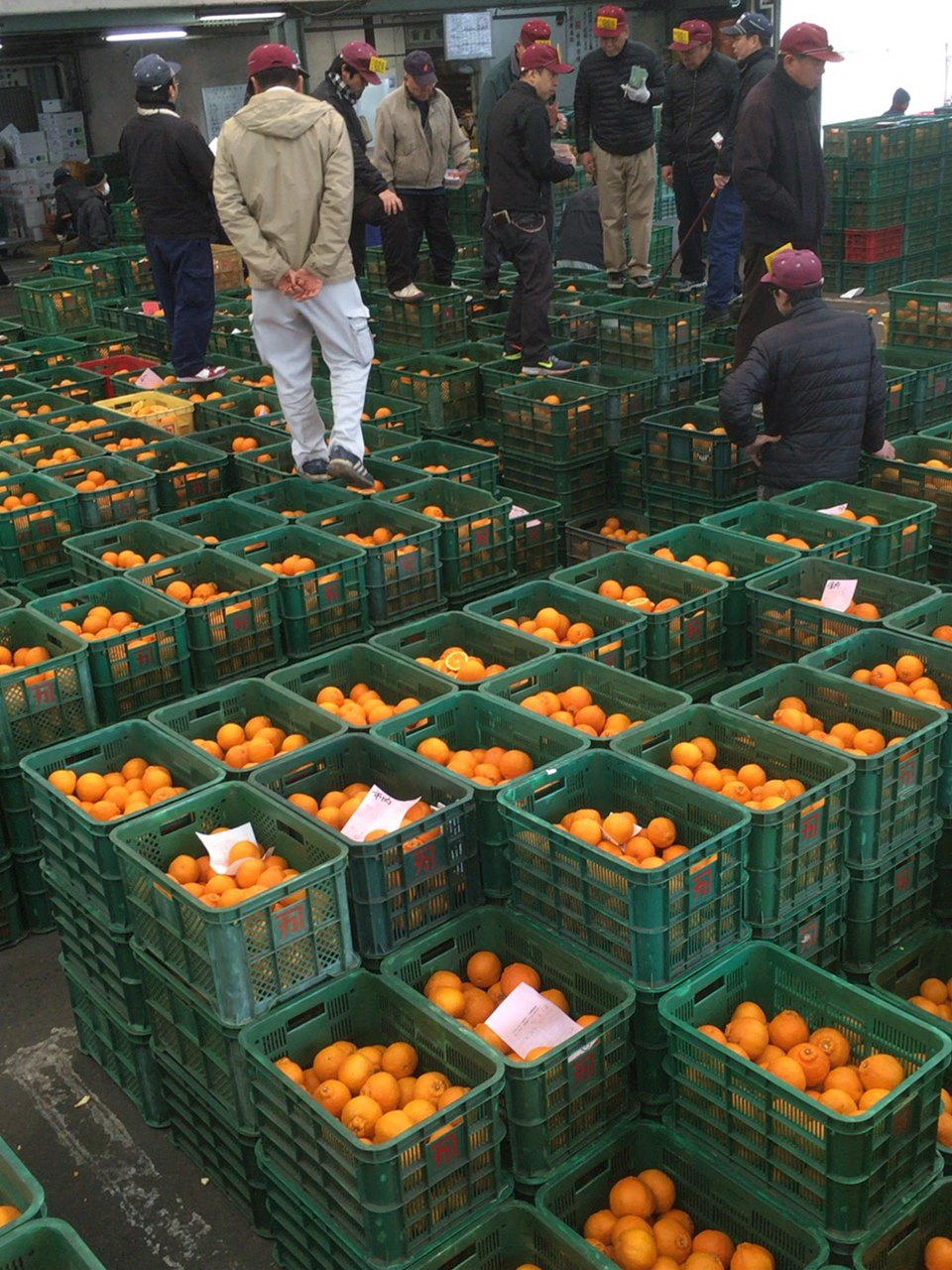
市場にて（八幡浜市）

愛媛県南部、南予地方の海沿いには宇和島市や八幡浜市の町並みが広がっており、「愛媛みかん」のブランドで知られるウンシュウミカンその他柑橘系の果物の栽培が盛んである。しかし、山がちで水利に恵まれず、水不足による被害が頻発していた。特に1967年（昭和42年）の旱魃は、当地の農業に大きな打撃をもたらしている。そこで、愛媛県最大の河川である肱川の上流部に「野村ダム」を建設し、貯えた水を南予地方沿岸部へと分水する工事が進められた。野村ダムの建設は1971年（昭和46年）度に着手され、1981年（昭和56年）度に完成した。施工は清水建設・大豊建設が担当。総事業費は285億5,000万円であった。
野村ダムに貯えられた水は湖上の取水塔から取り入れられ、そこから長さ6キロメートルの「吉田導水路」を通じて分水嶺を越え、さらに南北へと伸びる「幹線水路」で広く供給されている。受益自治体は宇和島市・八幡浜市・西予市・西宇和郡伊方町で、灌漑面積は約7,200ヘクタール、給水人口は約16万人、幹線水路の長さは90キロメートルにも及ぶ。ミカン畑を始めとする農地に灌漑用水として最大流量3.506立方メートル毎秒、年間2,780万立方メートル、さらに上水道用水として0.49立方メートル毎秒、1日最大4万2,300立方メートル、年間895万立方メートルの水を供給する。また、野村ダムには洪水調節のための容量として洪水期に350万立方メートルが確保されており、ダム地点における計画高水流量1,300立方メートル毎秒のうち、300立方メートル毎秒を抑制。ダム直下の西予市野村町だけでなく、下流の鹿野川ダムと連携することで、大洲市の洪水被害を軽減させており、その実績は野村ダム管理所の公式ウェブサイトにて公開されている。野村ダムは水力発電設備も有しており、最大1.6立方メートル毎秒の水を利用することで、最大665キロワットの電力を発生。ダム管理に必要な電力を確保し、余剰分は電力会社に売電している。
野村ダムの建設に伴い、農地16ヘクタールが水没し、家屋49戸が移転を余儀なくされたほか、既存の漁業や水力発電事業にも影響が及んだ。かつて当地で稼動していた野村発電所は水没・廃止となり、さらに下流の愛媛県営肱川発電所も分水に伴い発生電力量が減少。このため水源地域対策特別措置法（水特法）の指定に基づき、各方面に補償が取り計らわれた。

## 周辺
最寄りの松山自動車道・西予宇和インターチェンジ、もしくはJR予讃線・卯之町駅から自動車で約20分間で野村ダムに至る。ダム湖は1987年（昭和62年）、森と湖に親しむ旬間を機に公募され、霧の多い地勢から朝霧湖と命名。ダム湖百選にも選定されている。
周辺には西予市野村シルク博物館や游の里温泉ユートピア宇和といった施設のほか、牧場や桂川渓谷（四国西予ジオパークジオサイト）、湧水の「観音水」（名水百選）などの観光地が点在する。また、毎年5月上旬にはイベント「のむらダムまつり」や「朝霧湖マラソン大会」が開催されるほか、8月中旬には「野村納涼花火大会」、11月下旬には「乙亥大相撲」で賑わう。
「野村ダム公園」が、手づくり郷土賞昭和61年度（ふれあいの水辺）受賞。平成18年大賞受賞。

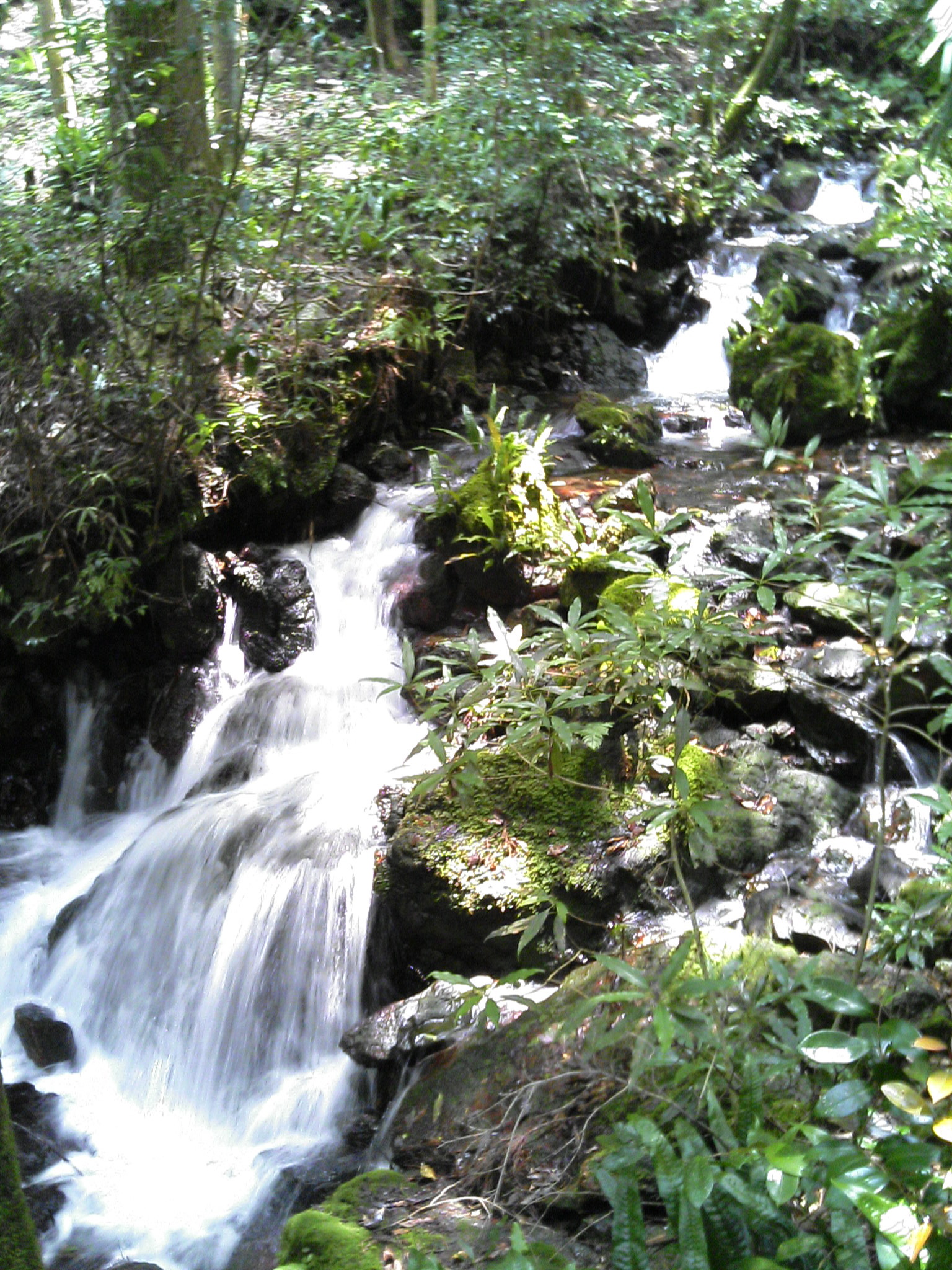
観音水
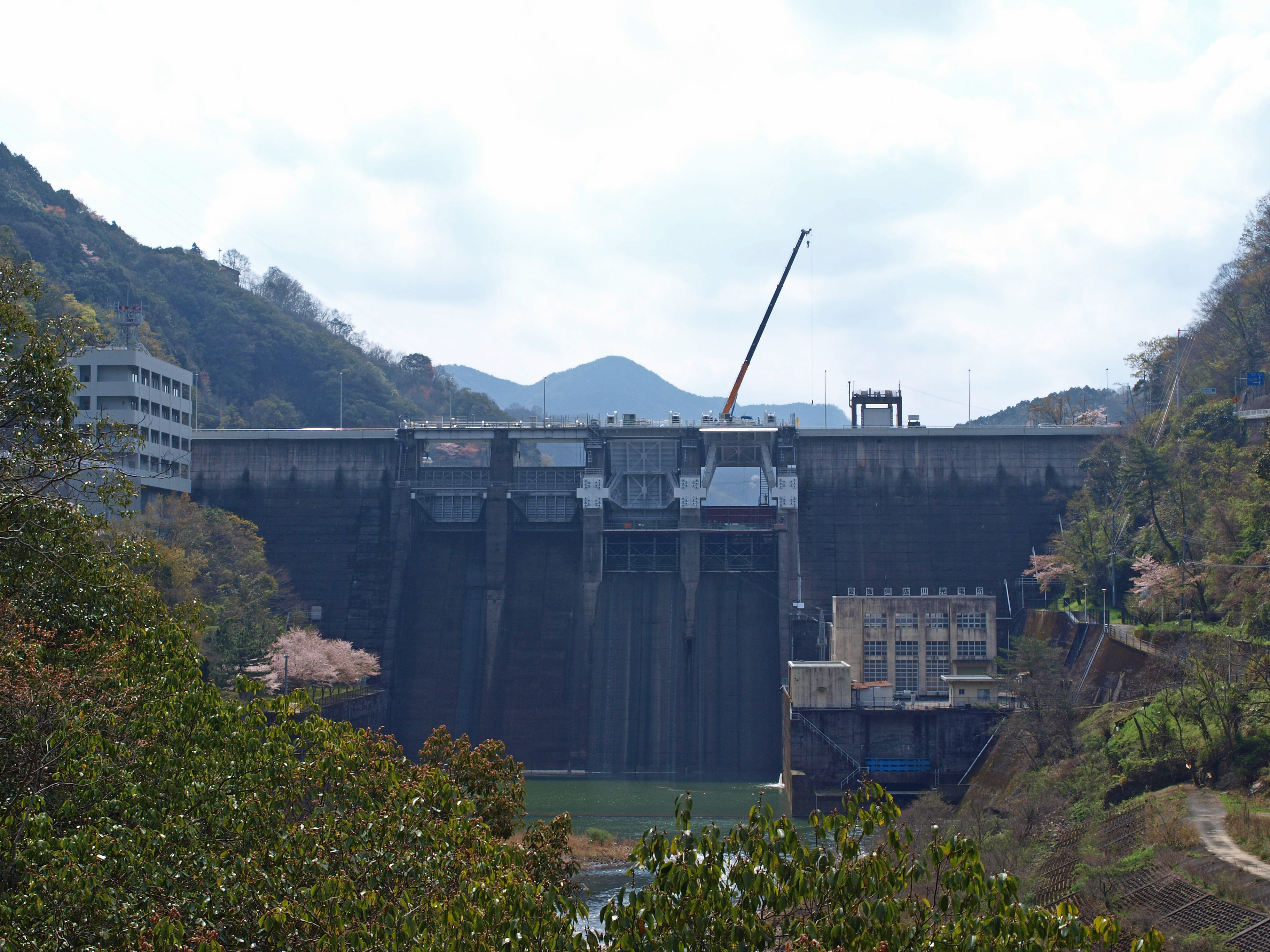
鹿野川ダム（大洲市）
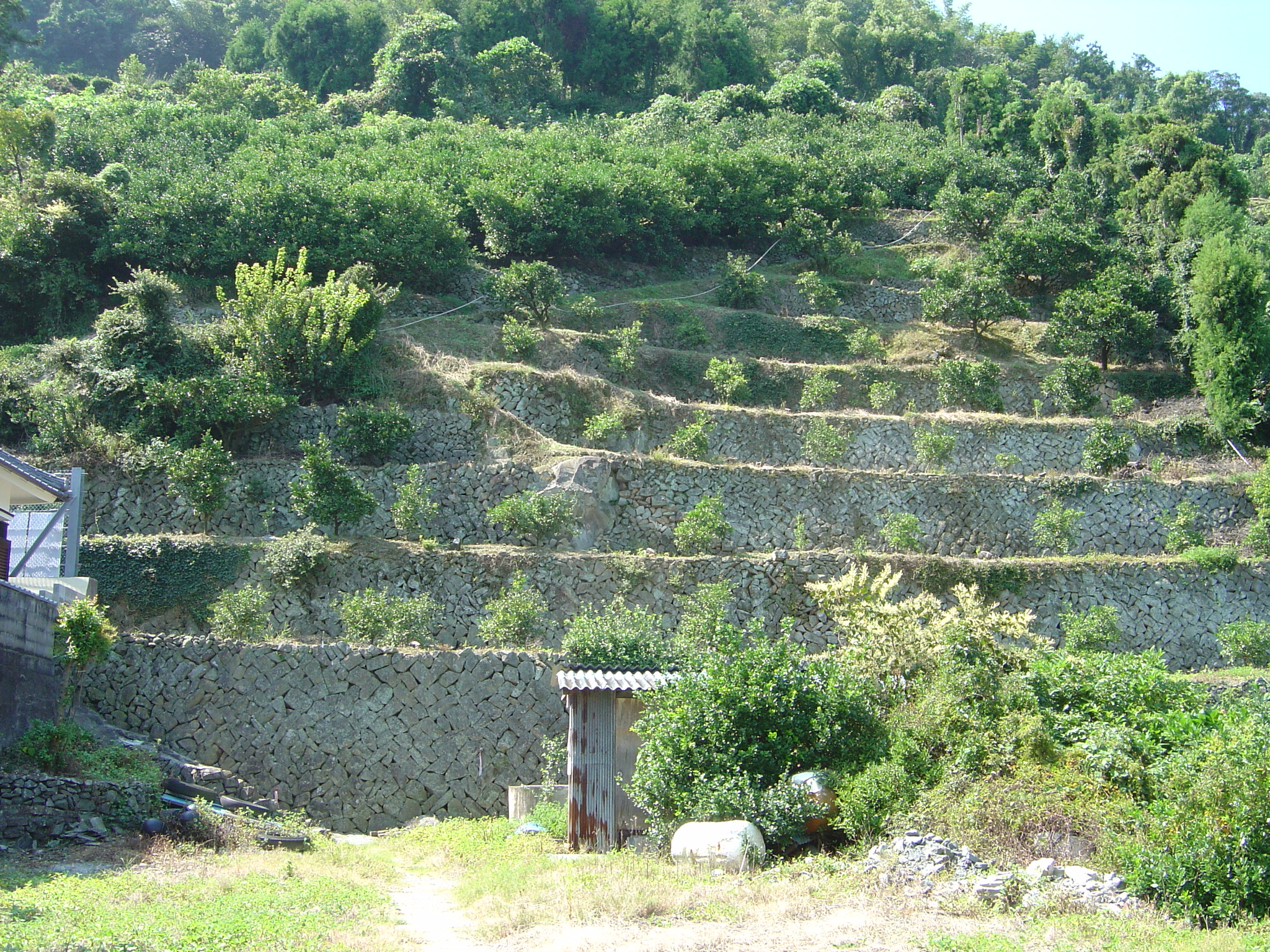
段々畑（宇和島市戎山）

## 諸問題
肱川流域は周辺の山々によって雨雲が捕捉され大雨となりやすく、河口付近も狭く排水に難があることから、長年洪水被害に悩まされてきた。戦後、負担の軽減を図るべく鹿野川ダムおよび野村ダムが建設され、一定の効果は発揮できているものの、抜本的な解決には至っていない。野村ダム完成後の水害としては1995年（平成7年）の梅雨前線豪雨や2004年（平成16年）の台風18号などが挙げられるが、とりわけ2018年（平成30年）の平成30年7月豪雨では、野村ダムで1,942立方メートル毎秒、下流の鹿野川ダムでは3,800立方メートルという過去最大の流入量を記録。野村ダム下流の西予市野村地区で約650戸が浸水し、5人が死亡。鹿野川ダム下流の大洲市では約2,800戸が浸水し、4人が死亡した。
平成30年7月豪雨時の対応を検証する中で焦点となったのが、両ダムによる「異常洪水時防災操作」（以下、緊急放流）である。計画を上回る降雨に対し、満水となった両ダムが決壊を防ぐため、流入量相当の放流を実施したものである。野村ダムが緊急放流を行ったのは7月7日の午前6時20分のことで、国（四国地方整備局）は西予市に対し、あらかじめ深夜2時30分に緊急放流を実施する可能性があると連絡したと説明。しかし、住民に避難指示が行われたのは緊急放流の1時間10分前の、5時10分のことであった。愛媛県および西予市ではこうした状況をまったく想定しておらず、洪水時のハザードマップの作製をしていなかった。
同様の問題は下流の鹿野川ダムでも起こっており、鹿野川ダムから大洲市に連絡が入ったのが5時10分、住民への避難指示が7時30分、緊急放流開始はわずか5分後の7時35分であった。両ダムを管理する国側は、避難に必要な時間を稼ぐとともに、洪水も軽減した主張しているが、住民の間では憤りと諦観が広がっている。